# Dianiska András
Dianiska András (Batizfalva, 1840. augusztus 9. – Lőcse, 1906. január 2.) evangélikus lelkész. 

## Életútja
Apja, Dianiska Dániel és nagyapja Scultéty András, lelkészek voltak (1809-1863). A gimnáziumot Lőcsén, Rozsnyón és Késmárkon, a teológiát Eperjesen végezte, ahol az utolsó évben a gimnázium alsó osztályában mint helyettes a latin, német és szlovák nyelvet tanította. Teológiai, bölcseleti és nyelvészeti tanulmányait 1862-64-ben Rostockban, Erlangenben és Bécsben folytatta. Lipcsében, Berlinben is tartózkodott és utazásokat tett, melyeken különösen a belmissiói és diakonisszai jótékony intézeteket tanulmányozta. 
Édesapja halála után 1863-ban batizfalvi lelkésznek választatott meg; azonban még két évig maradt külföldön, itthon pedig lelkészhelyettest tartott. Miután a papi vizsgát Rozsnyón letette, 1864. július 1-jén felszentelték és Batizfalván mint lelkész és körlelkész 1879-ig működött és a tanüggyel foglalkozott; a magyar nyelv tanítását dekánátusának összes iskoláiba behozta. Hitrokoni segélyekkel Stólán templomot és iskolát építtetett, a népiskolákat hazafiúi szellemben és a törvény szerint újjászervezte. A németországi Gusztáv-Adolf egyleti közgyűlésein és főegyleti évi közgyűlésein az evangélikus gyámintézet és a tiszai egyházkerület sat. képviseletében tizszer vett részt (közgyűlés 1865. Drezda, 1871. Stettin, 1876. Erfurt, 1880. Karlsruhe, 1889. Danzig, évi gyűlés 1876. Bielitz, 1877. Urach, 1878. Teschen, 1879. Crailsheim, 1891. Dobeln városokban) és a hazai egyházközségek, tanintézetek, özvegyek és árvák részére mindig tetemes segélyt eszközölt ki. Czékus szuperintendenst püspöki egyházlátogatási körútjában kerületi jegyzői minőségben többször kisérte. 
1879-től mint lelkész és a magyar nyelv egyetemi tanára Zágrábban működött; ő volt az első evangélikus lelkész, aki Horvátországban az Isten igéjét a többi nyelvek mellett magyarul is hirdette; ő eszközölte ki, hogy Horvátország első protestáns iskolája, paplaka és temploma felépült. A magyar nyelv tanítása körül szerzett érdemeiért gróf Szapáry Gyula minisztertől 1881. augusztus 4-én kelt leiratban dicsérő elismerést nyert. 1882-ben Lőcsére helyezték át lelkésznek és középiskolai vallástanárnak; 1888 óta egyúttal a magyarhoni evangélikus egyház gyámintézetének tiszakerületi elnöke volt.
Egyházi, teológiai és tanügyi cikkei és beszédei a következő lapokban, folyóiratokban és évkönyvekben jelentek meg: Priatel školy a literatory (Budapest 1860-61.), Zeitschrift für Mission (Erlangen 1863-64.), Dr. Delitsch Saat und Hoffnung cz. folyóirata (1864-65. Die Juden in Ungarn), Népiskolai Olvasókönyvek (Békés-Csaba 1869-81. elbeszélések és valláserkölcsi versek), Gustav Adolfs Bote (Darmstadt 1871. 1880.), a Gustáv-Adolf-egyletek központi értesítőiben (Lipcse, 1871. 1876. 1880. Stuttgart 1877. 1879.), Gustav Adolfs Blätter. (Stuttgart 1877-81. Der Protestantismus in Kroatien und Slavonien, Die evangelische Gemeinde Agram, 1891. Die magna charta der ungarischen Protestanten sat.), Prot. Egyh. és Isk. lap (1877.), Evang. Egyház és Iskola (Pozsony, 1886.), Evangelische Glocken (Pozsony, 1890. Eine Gustav-Adolfs Reise, 1891. Die Gustav-Adolf Vereine und ihre Versammlungen). Cikkeit több magyar, németországi és svájci lap átvette.

## Munkái
- Gyámintézeti beszéd. Budapest, 1878. (Szlovák nyelven.)
- Gastpredigt. Agram, 1878.
- Abschiedspredigt. Agram, 1882.
- Jahresbericht der evang. Gemeinde Agram 1879. 1880-81.
- Antrittspredigt am 16. Juli 1882. Leutschau, 1882.
- Néhai Okolicsányi-Zsedényi Kálmán emléke. Leutschau, 1882.
- Zur Erinnerung an die Lutherfeier in Leutschau 1883.
- Die Arbeit des Gustav Adolf Vereins und die Thätigkeit der Frauen auf diesem Gebiete. Késmárk, 1884.

Több egyházi és alkalmi éneke, verse van magyar és német nyelven. Lőcsén, 1883-92.
A lőcsei evangélikus egyházról évi jelentések 1882-91-re németül.
Jelentések magyarhoni ev. egyházi gyámintézetek 1888-91. évi közgyűléseiről németül.

### Kéziratban
- A lőcsei ág. ev. egyház és líceumának története németül és magyarul.